# Des hommes et des dieux
Des hommes et des dieux is een Franse dramafilm uit 2010 onder regie van Xavier Beauvois.

## Verhaal
In een klooster in Algerije wonen acht Franse  cisterciënzer monniken in harmonie samen met de islamitische dorpelingen. Langzaamaan breekt het islamitisch terrorisme door in het gebied. De monniken zijn niettemin vastbesloten om in de streek te blijven. Als ze enkele gewonde terroristen verzorgen, zetten de autoriteiten hen onder druk om het land te verlaten.

## Rolverdeling
- Lambert Wilson: Broeder Christian
- Michael Lonsdale: Broeder Luc
- Olivier Rabourdin: Broeder Christophe
- Philippe Laudenbach: Broeder Célestin
- Jacques Herlin: Broeder Amédée
- Loïc Pichon: Broeder Jean-Pierre
- Xavier Maly: Broeder Michel
- Jean-Marie Frin: Broeder Paul
- Abdelhafid Metalsi: Nouredine
- Sabrina Ouazani: Rabbia
- Abdellah Moundy: Omar
- Olivier Perrier: Bruno
- Farid Larbi: Ali Fayattia